# Żebro krasowe

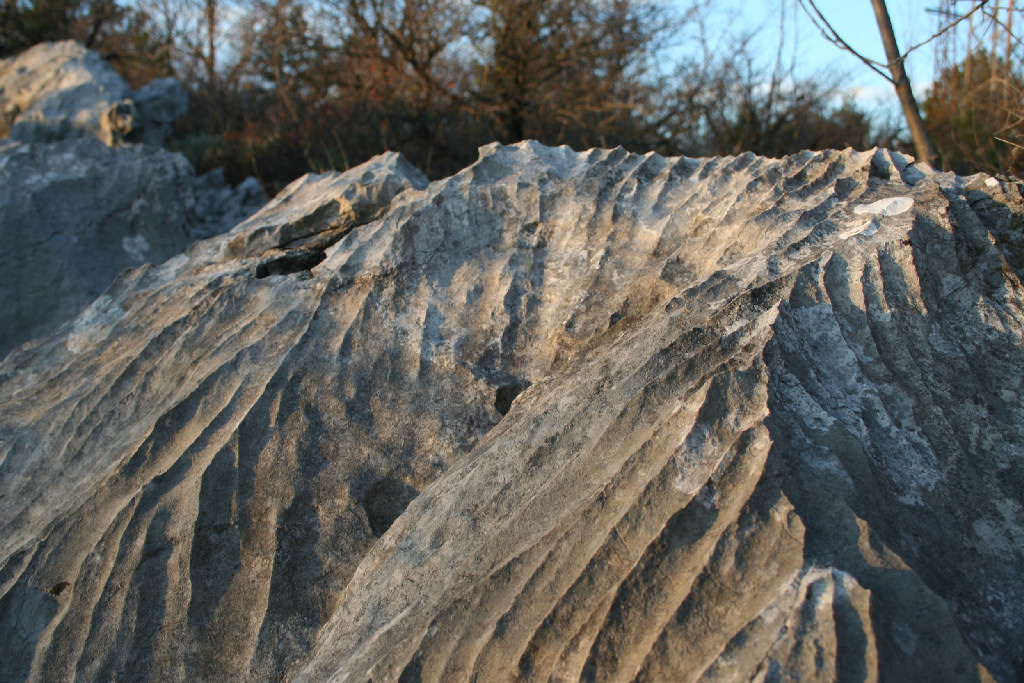
Żłobki krasowe i rozdzielające je żeberka krasowe

Żebro krasowe – forma krasu powierzchniowego. Rodzaj podłużnego grzbietu czy garbu, o krawędzi ostrej lub zaokrąglonej, wypreparowanego na powierzchni skał krasowiejących. Żebra krasowe mogą mieć różne wymiary – od kilku centymetrów do wielu metrów szerokości i głębokości, długość mierzoną w metrach. Wraz z rozdzielającymi je żłobkami krasowymi stanowią podstawowy element lapiazu. 
Żebra i żłobki krasowe powstają w wyniku działania wód opadowych. Połączenie wielu żłobków i żeber krasowych daje charakterystyczną powierzchnię podobną do „blachy falistej”, różnie nazywaną (np. potocznie „organami krasowymi”, przy czym organami krasowymi nazywa się również podobne z wyglądu formy, niektóre żebra naciekowe, powstające jednak zupełnie inaczej w wyniku krystalizacji węglanu wapnia na ścianach jaskiń krasowych).